# ديفيد ماكلين (ممثل)
ديفيد ماكلين (19 مايو 1922 في أكرون، أوهايو - 12 أكتوبر 1995 في كولفر سيتي، كاليفورنيا) ممثل سينمائي وتلفزيوني أمريكي، اشتهر بظهوره في العديد من إعلانات مارلبورو التلفزيونية والمطبوعة ابتداء من أوائل الستينيات

## النَّشأَة
ولد ماكلين باسم يوجين جوزيف هوث في أكرون، أوهايو.

## المهنة
بدأت مسيرة ماكلين في مجال التمثيل على المسرح من خلال أداء أدوار في مسرحيات القلعة الصغيرة. بعد خدمته العسكرية في الحرب العالمية الثانية، شارك في إنتاجات في لوس أنجلوس بالإضافة إلى رسم رسومات وكاريكاتيرات.
بالإضافة إلى عمله التجاري لصالح سجائر مارلبورو، لعب ماكلين دور الشخصية الرئيسية في مسلسل تلفزيوني غربي على شبكة NBC بعنوان "تايت"، والذي كان بديلاً صيفيًا لنصف برنامج بيري كومو في عام 1960.ظهر أيضًا في العديد من البرامج التلفزيونية والأفلام السينمائية في ستينيات وسبعينيات القرن 20، بما في ذلك دورًا رئيسيًا في فيلم عام 1961 بعنوان "إكس-15"، الذي كان أول أفلام المخرج ريتشارد دونر، بالإضافة إلى أفلام مثل "الخناقة" (1964)، و"نيفادا سميث" (1966)، و"هيوز وهارلو: ملائكة في الجحيم" (1977)، و"مملكة العناكب" (1977)، و"ديثسبورت" (1978).
ظهر كضيف ثلاث مرات في مسلسل NBC التلفزيوني "لارامي"، في حلقات عام 1962 بعنوان "ما وراء العدالة"، بدور ستيف كولير، سياسي إقليمي فاسد؛ وفي "قبر لـ كالي براون" بدور كالي براون؛ وكمشير برانش ماك غاري في حلقة عام 1963 بعنوان "المشير" في عام 1966، ظهر في حلقة من مسلسل NBC الغربي "ذا فيرجينيان". كما ظهر كضيف في مسلسلات غربية أخرى على قناة NBC مثل "بونانزا" و "دانييل بون".
في عام 1963، تم اختيار ماكلين لأداء دور عصابة الجريمة فرانك ماك إيرلين في حلقة "موسم مفتوح" من مسلسل CBS الأنثولوجي "جي ترو"، برعاية جاك ويب. في القصة، يجسد جيمس بيست دور حارس الألعاب الشجاع في ويسكونسن إرني سويفت، الذي يواجه انتقام المافيا بعد أن يُخالف ماك إيرلين قواعد الصيد غير القانوني. في نفس العام، ظهر أيضًا في مسلسل بيري ميسون بدور الشخصية الرئيسية والمتهم تريفور هاريس في حلقة بعنوان "قضية لازاروس القانونية." تمثل لازاروس في الكتاب المقدس كونه أُقيم من الموت بواسطة يسوع، حيث عاد هاريس بعد غياب دام 10 سنوات بعد أن أُعلن قانونياً ميتًا.
ظهر ماكلين في دور ستيفن إف. أوستن في حلقة عام 1964 بعنوان "كتاب للنحو الإسباني" من سلسلة Death Valley Days. في سياق القصة، يسافر أوستن إلى مكسيكو سيتي لشراء أراض في تكساس الاستعمارية لبيعها للمستوطنين المستقبليين. يتساءل رفيقه في السفر، فالديز (رودولفو أكوستا)، عن السبب في مخاطراته بكل هذا من أجل مساعدة غرباء
 بجانب ظهوره التجاري لمارلبورو، كان ماكلين المتحدث الرسمي لشركة Great Western Savings and Loan في إعلاناتها التلفزيونية. كان أيضًا نجار وفنان.

## حياته الشخصية
ماكلين كان متزوجًا من ليلو ديان هايج، المعروفة أيضًا باسم ليزلوت هيرلينجر. لديهما ابن يُدعى مارك.
المشاكل الصحية
بدأ ماكلين، الذي كان مدخن طول حياته، يعاني في عام 1985 من مرض النفاخ الرئوي وتم استئصال ورم من الرئة في عام 1994.  توجهه التحرري منعه من رفع دعوى مباشرة ضد فيليب موريس، لكنه أصبح مدافعًا عن مكافحة التدخين. في اجتماع للمساهمين في شركة فيليب موريس، الشركة المصنعة لشركة مارلبورو، طلب ماكلين من الشركة تقييد إعلاناتها.
كان ماكلين أحد اثنين من ممثلي رجل مارلبورو الشهيرين الذين أصيبوا بالسرطان. توفي واين ماكلارين، الذي قام بالدور في الإعلانات المطبوعة، بسرطان الرئة في عام 1992.

## الوفاة
في 12 أكتوبر 1995، توفي ماكلين بسبب سرطان الرئة عن عمر يناهز 73 عامًا في لوس أنجلوس، كاليفورنيا. تم دفنه في مقبرة هولي كروس في كولفر سيتي، كاليفورنيا.

## بعد الوفاة
"في عام 1996، قامت ارملة ماكلين وابنه برفع دعوى قضائية للتعويض عن الوفاة الخاطئة ضد شركة فيليب موريس مدعين أن الشركة شجعت أو حتى اشترطت التدخين، مما تسبب في إصابة ماكلين بسرطان الرئة.
تم عرض نسخة خيالية من هذه الأحداث المزعومة في رواية كوميدية بعنوان "شكرًا لك على التدخين".
تم رفض الدعوى في النهاية. في 27 يناير 2014، أفاد مقال في صحيفة لوس أنجلوس تايمز أن "قاضيًا فيدراليًا حكم بأن القانون الكاليفورني - في تلك الأيام، كان أكثر حماية لشركات التبغ - حمى فيليب موريس من مزاعم ليلو ماكلين. تم تحصيل تكاليف الدعوى القضائية من ماكلين."